# Riviera di Rimini Challenger 2006
Il Riviera di Rimini Challenger 2006 è stato un torneo di tennis facente parte della categoria ATP Challenger Series nell'ambito dell'ATP Challenger Series 2006. Il torneo si è giocato a Rimini in Italia dal 17 al 23 luglio 2006 su campi in terra rossa.

## Vincitori

### Singolare
Pablo Andújar ha battuto in finale  Werner Eschauer con il punteggio di 3–6, 6–1, 7–5

### Doppio
Juan Pablo Brzezicki /  Cristian Villagrán hanno battuto in finale  Vasilīs Mazarakīs /  Gabriel Moraru 6–2, 5–7, [10–6]